# Petra Steger

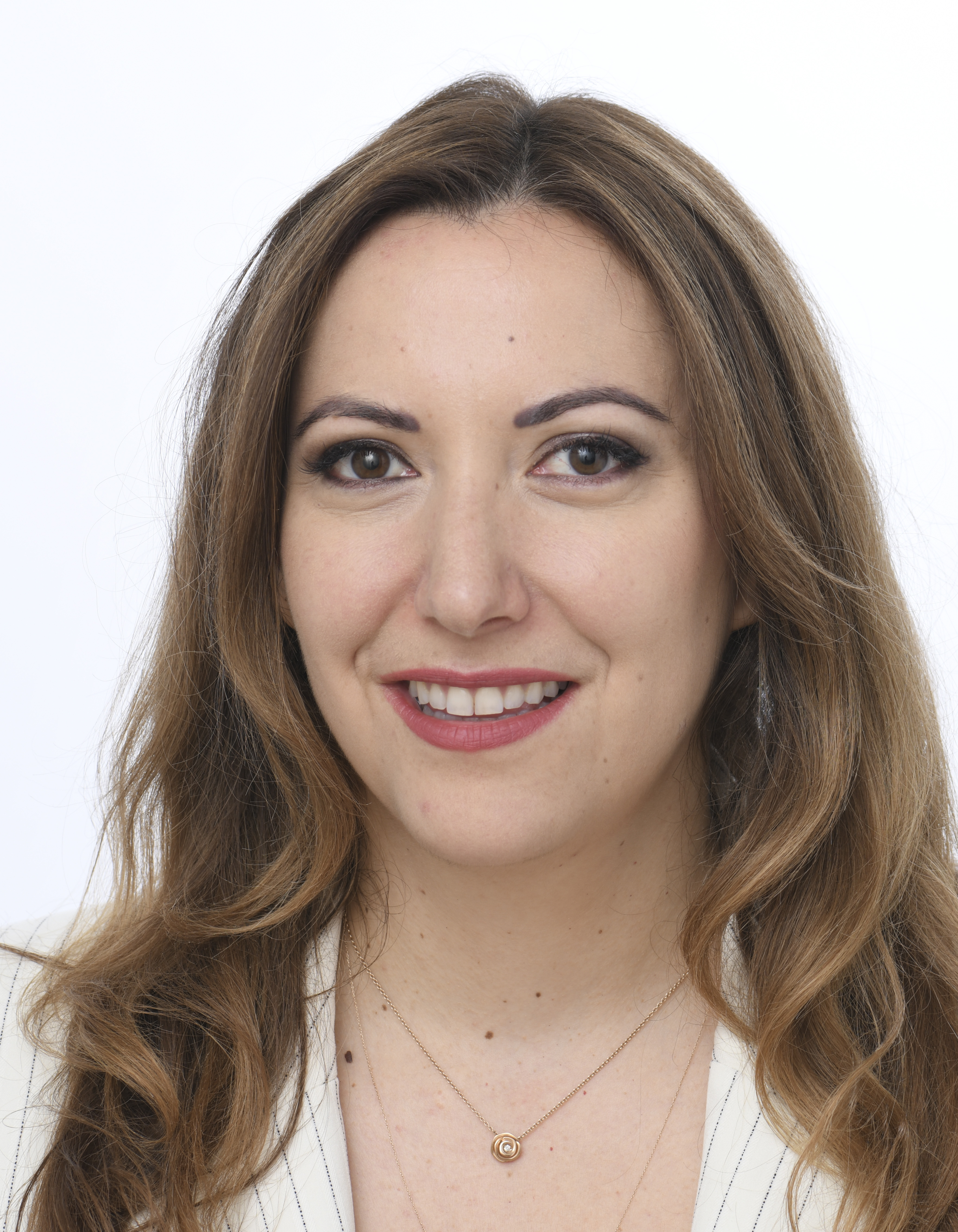
Petra Steger (2024)

Petra Steger (* 4. Oktober 1987 in Wien) ist eine österreichische Politikerin (FPÖ). Von Oktober 2013 bis Juli 2024 war sie Abgeordnete zum österreichischen Nationalrat. Außerdem ist sie als Basketballspielerin aktiv. Seit dem 16. Juli 2024 ist sie Mitglied des Europäischen Parlaments.

## Leben

### Ausbildung
Nach Besuch der Volksschule und des Realgymnasiums legte sie im Jahr 2005 die Matura mit Auszeichnung ab. Zunächst begann sie an der Universität Wien Rechtswissenschaften zu studieren, brach das Studium jedoch im Jahr 2007 ab und wechselte an die Wiener Wirtschaftsuniversität, an der sie das Studium des Wirtschaftsrechts und der internationalen Betriebswirtschaftslehre aufnahm. Das Studium schloss sie nicht ab.

### Politik

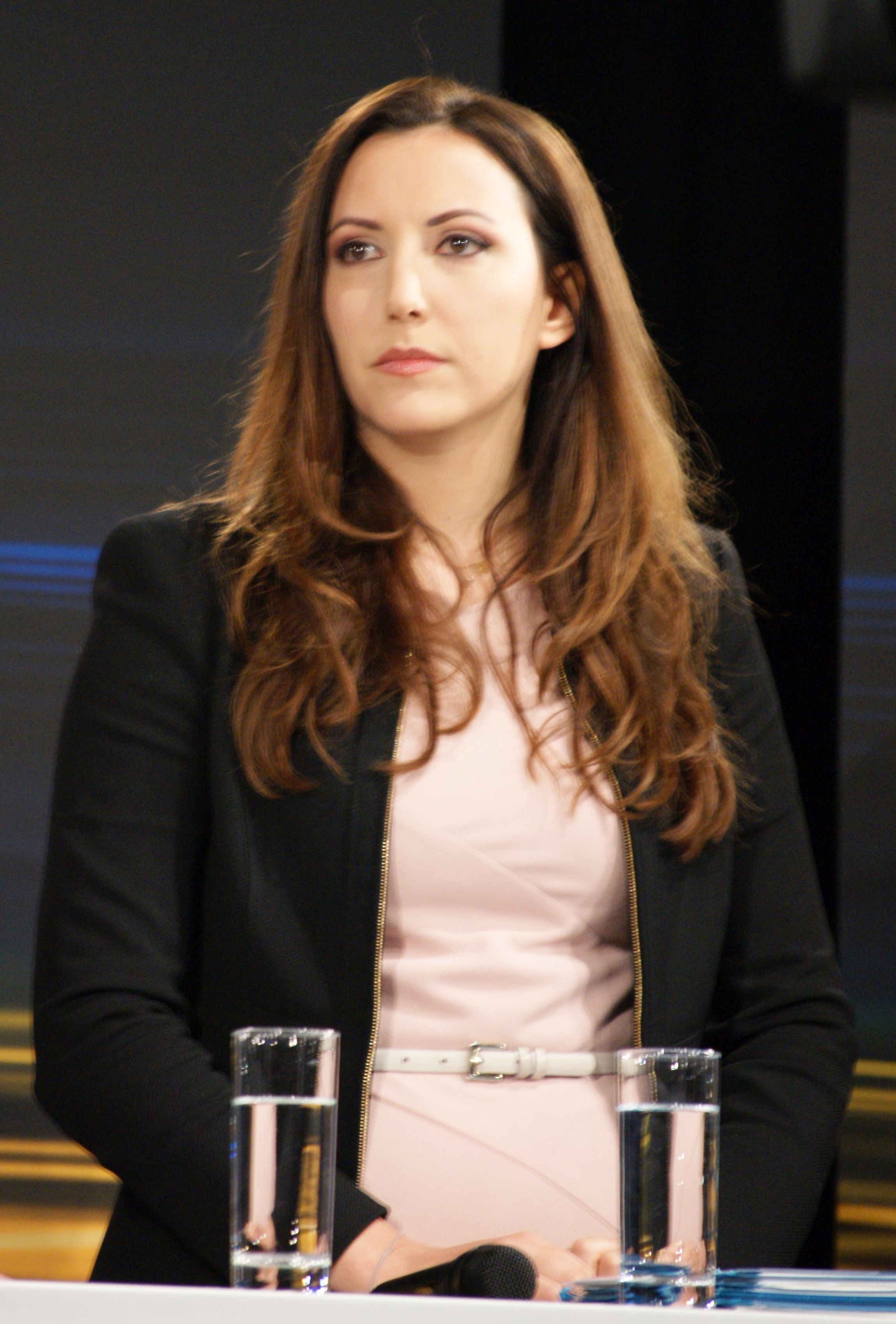
Petra Steger (2019)

Als Grund für ihren Einstieg in die Politik nannte sie eine „Leidenschaft für das Politische“. Ihr Vater Norbert Steger, der für die FPÖ in der ersten rot-blauen Koalition Vizekanzler und Wirtschaftsminister unter Fred Sinowatz war, riet ihr von einem Einstieg in die Politik ab.
Petra Steger ist seit 2008 Mitglied der FPÖ. Im Oktober 2010 wurde sie als Bezirksrätin im Wiener Gemeindebezirk Meidling vereidigt und hatte diese Position bis 2013 inne. Seit 2013 ist sie Teil der Bezirksparteileitung, und im Jahr 2014 wurde sie zur Bezirksparteiobmann-Stellvertreterin der FPÖ Meidling gewählt.
Zwischen 2012 und 2016 war sie Moderatorin und Redakteurin bei FPÖ TV, einem parteieigenen TV-Sender, der Videos unter anderem auf YouTube veröffentlicht.
Im Oktober 2013, nach Wahlkampfhilfe im Nationalratswahlkampf, zog Steger als freiheitliche Abgeordnete in den Nationalrat ein. Steger ist für ihre Fraktion als Sport- und Jugendsprecherin tätig. Als größte Sorge der Jugend nannte sie die eigene Zukunft und das Thema Sicherheit. Sie hält eine Aufwertung der Lehre (Lehre mit Matura) für notwendig. Mithilfe eines Bonussystems für Unternehmer sollen zusätzliche betriebliche Lehrstellen geschaffen werden.
Petra Steger unterstützt ein Kopftuchverbot im öffentlichen Dienst und würde sich auch ein Verbot an Schulen und Universitäten wünschen. Das wäre schon lange eine Position ihrer Partei. Österreich solle dem Beispiel anderer Staaten in Europa folgen. Auf die Frage, ob es junge Frauen schwerer in der Politik haben, antwortete sie, dass jeder, der Bereitschaft und Talent mitbringt, eine Chance in der Politik bekommen kann. Deswegen lehne sie auch Quoten ab: „Ich möchte nicht in dem Wissen auf einer Position sitzen, dass ich eine Quote erfülle. Ich möchte wissen, dass ich mir diese Position tatsächlich verdient habe.“
Im Juni 2017 sprach sie sich gegen ein von ÖVP/SPÖ beschlossenes „Sportförderungsgesetz“ aus. Während des Wahlkampfs der Nationalratswahl 2017 wirkte sie in einem FPÖ-Video im Internet mit, welches Hass im Netz gegen ihre Partei thematisierte und zeigen sollte, dass es – laut FPÖ – „vor allem die Freiheitlichen“ seien, „die mit Hasspostings überschüttet werden“.
Bei der Europawahl 2024 kandidierte sie hinter Harald Vilimsky auf dem zweiten Listenplatz. Nach der EU-Wahl wurde sie mit 16. Juli 2024  Mitglied des Europäischen Parlaments, ihr Nationalratsmandat ging an Markus Leinfellner. Bei einer Wahlkampfveranstaltung der rechtsextremen Alternative für Deutschland bezeichnete Steger das Europäische Parlament im Jänner 2025 als „Herz des Unrechts“. Rechtsaußen-Medien wie Info-DIREKT, AUF1, Compact, Freilich und Report24 seien „qualitativ hervorragende freie Medien“. Im Juni 2025 befürwortete Steger öffentlich ein in Ungarn beschlossenes Verbot von Regenbogenparaden, es gehe dabei „um den Schutz von Kindern“, hier finde „die persönliche Freiheit üblicherweise ihre Grenzen“.

### Sport
Neben ihrem Werdegang als Politikerin ist Steger auch im Profisport aktiv. So ist sie als Basketball-Spielerin und Team-Captain beim Frauenverein Flying-Foxes SVS Post tätig, einem Verein in der ersten österreichischen Damen-Bundesliga. Im Laufe ihrer Vereinsaktivität wurden die Flying-Foxes bisher zwölf Mal in Serie österreichische Staatsmeister und neun Mal in Serie Sieger im Cup. Außerdem erreichten sie dreimal den dritten Platz in der CEWL, und Steger wurde dreimal als Most Valuable Player ausgezeichnet.